# Иоганн III (герцог Баварии)
Иоганн III Безжалостный (нем. Johann III. Ohnegnade; 1375, Ле-Кенуа — 6 января 1425, Гаага) — князь-епископ Льежский в 1389—1418 годах (под именем Иоанн VI), герцог Баварско-Штраубингский с 1418 года, последний представитель Штраубингской ветви Виттельсбахов.

## Биография
Иоганн был сыном герцога Альбрехта I и Маргариты Бжегской.
Так как он был самым младшим из детей (у него было два старших брата), то его готовили к духовной карьере. Он стал каноником кафедрального собора в Камбре, затем в Кёльне, а 14 ноября 1389 года при поддержке папы Бонифация IX пятнадцатилетний Иоганн стал епископом Льежа. Кроме того, когда в 1397 году скончался его старший брат Альбрехт II, бывший наместником отца в баварской части семейных владений, Иоганн заменил его в этой роли.
Авторитарная политика епископа Иоганна привела к сопротивлению со стороны горожан и дворянства, для подавления которого ему приходилось обращаться за помощью к баварской и бургундской родне. В 1408 году для разгрома восставших жителей Льежа была задействована объединённая армия Вильгельма Голландского и Иоанна Бургундского. За свою жестокость в расправах с лидерами восставших Иоганн получил прозвище «Безжалостный».
Когда умер старший брат Вильгельм, то Иоганн отказался от сана и при поддержке германского короля Сигизмунда предъявил права на наследство. Это привело к конфликту с дочерью Вильгельма Якобой, за которую вступился её муж, брабантский герцог Жан IV, а Иоганна поддержал бургундский герцог Филипп III Добрый. Жан осадил выступивший на стороне Иоганна Дордрехт, но не добившись успеха предпочёл договориться с Иоганном о совместном управлении. Не видя в муже защитника, Якоба бросила его и убежала в Англию.
В 1418 году Иоганн женился на Елизавете фон Гёрлиц, вдове Антуана Бургундского. Детей у них не было.
Иоганн был покровителем искусств; на него, в частности, работал фламандский живописец Ян ван Эйк.
В 1425 году Иоганн III скончался (предположительно от отравления). После смерти Иоганна III протектором его земель стал герцог Бургундии Филипп III Добрый, с которым Якоба была вынуждена помириться. По договору в Дельфте 3 июня 1428 года Якоба была признана графиней Эно, а Филипп стал наместником её владений и наследником.

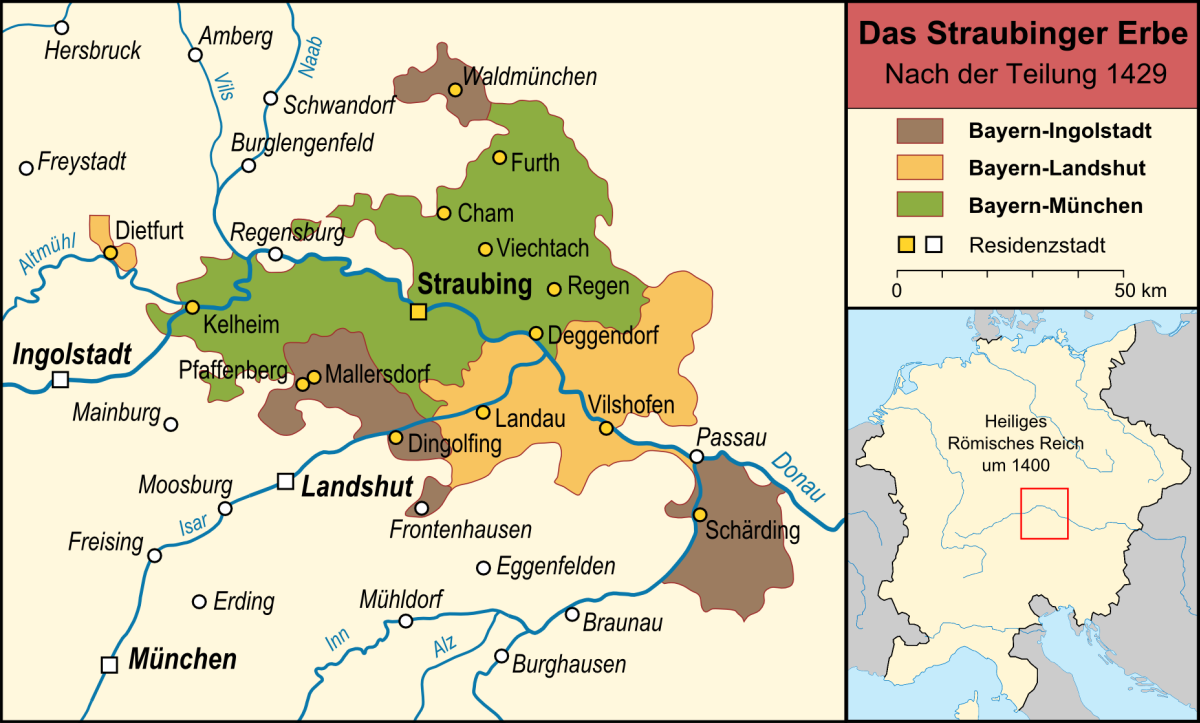
Раздел Баварско-Штраубингского герцогства в 1429 году. Цветом обозначены части, отошедшие:
коричневым — к Баварии-Ингольштадту
жёлтым — к Баварии-Ландсхуту
зелёным — к Баварии-Мюнхену

Поскольку в Баварии, согласно Договору в Павии, исключалось наследование по женской линии, то собственно Баварско-Штраубингское герцогство по решению императора в 1429 году оказалось разделено между Баварско-Ингольштадтским, Баварско-Ландсхутским и Баварско-Мюнхенским герцогствами.